# Nikolskoje (Kamčatský kraj)
Nikolskoje (rusky Нико́льское) je vesnice v Kamčatském kraji Dálněvýchodního federálního okruhu Ruské federace. Obec, která je správním střediskem a zároveň jediným obydleným sídlem v Aleutském okrese, leží na Beringově ostrově, náležejícímu ke Komandorským ostrovům. V roce 2023 v Nikolskoje žilo 624 obyvatel.

## Historie
Osada byla založena v roce 1826 aleutskými osadníky z ostrova Attu, kteří později podlehli invazi ruských obchodníků s kožešinami. Původní Aleuťané v osadě se zabývali především lovem velryb, později byli najímáni ruskými obchodníky pro lov mořských vyder a tuleňů. V roce 1827 v osadě žilo 110 lidí.

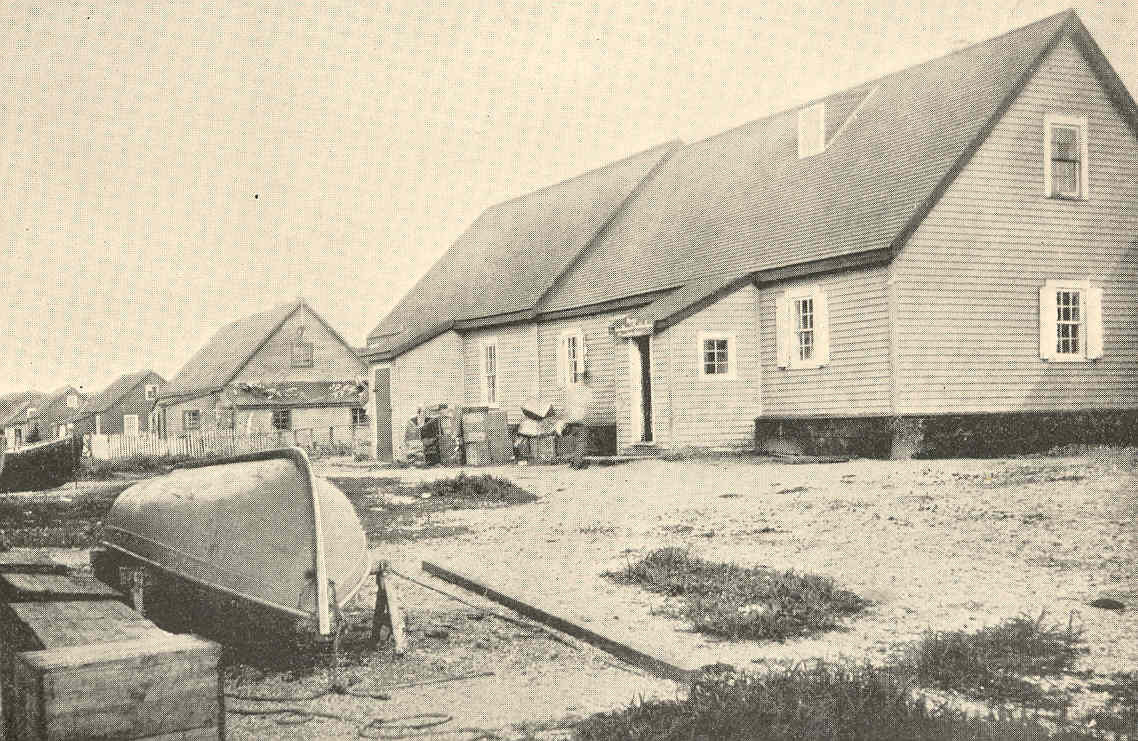
Skladiště (1897)

V 70. a 80. letech 19. století si americká společnost Hutchinson, Cool & Co. pronajímala v osadě většinu skladů a skladovala zde kožešiny.
V roce 1923 byla v osadě ustanovena sovětská vláda. 10. ledna 1932 byl na základě výnosu Všeruského ústředního výkonného výboru ustanoven Aleutský okres a Nikolskoje se stal jeho administrativním střediskem.
V 60. letech 20. století byli obyvatelé ostatních osad na Beringově ostrově (například Severnoje, Sarannoje) sestěhovány do Nikolskoje. Od začátku 21. století je osada Nikolskoje jediné osídlené místo na Beringově ostrově.
V roce 2016 byl v Nikolskoje slavnostně otevřen první hotel a u něho odhalen bronzový pomník objevitele Vita Beringa v životní velikosti.

## Populace
Populaci v současné době tvoří jak Rusové, tak Aleuti.
Počet obyvatel osady soustavně klesá. V roce 1989 v osadě žilo 1 356 obyvatel, v roce 2002 jich bylo již jen 808, v roce 2020 jich tam žilo jen 676 a předpokládá se další pokles v následujících letech.
Nikolskoje je jedinou osadou v Rusku, kde je kompaktní aleutské osídlení. V osadě žijí poslední mluvčí meďnovského a beringovského dialektu aleutského jazyka (pro každého méně než 10 lidí).

## Ekonomika
Mezi hlavní zdroje obživy patří rybolov (zejména získávání kaviáru), sběr hub a státní služby. Přestože je zdejší příroda bohatá na zdroje, místní obyvatelé jsou v možnosti lovu a sběru silně omezováni, protože celá oblast je vyhlášena přírodní rezervací. Tato restrikce neumožňuje lovit například vodní savce.

## Infrastruktura

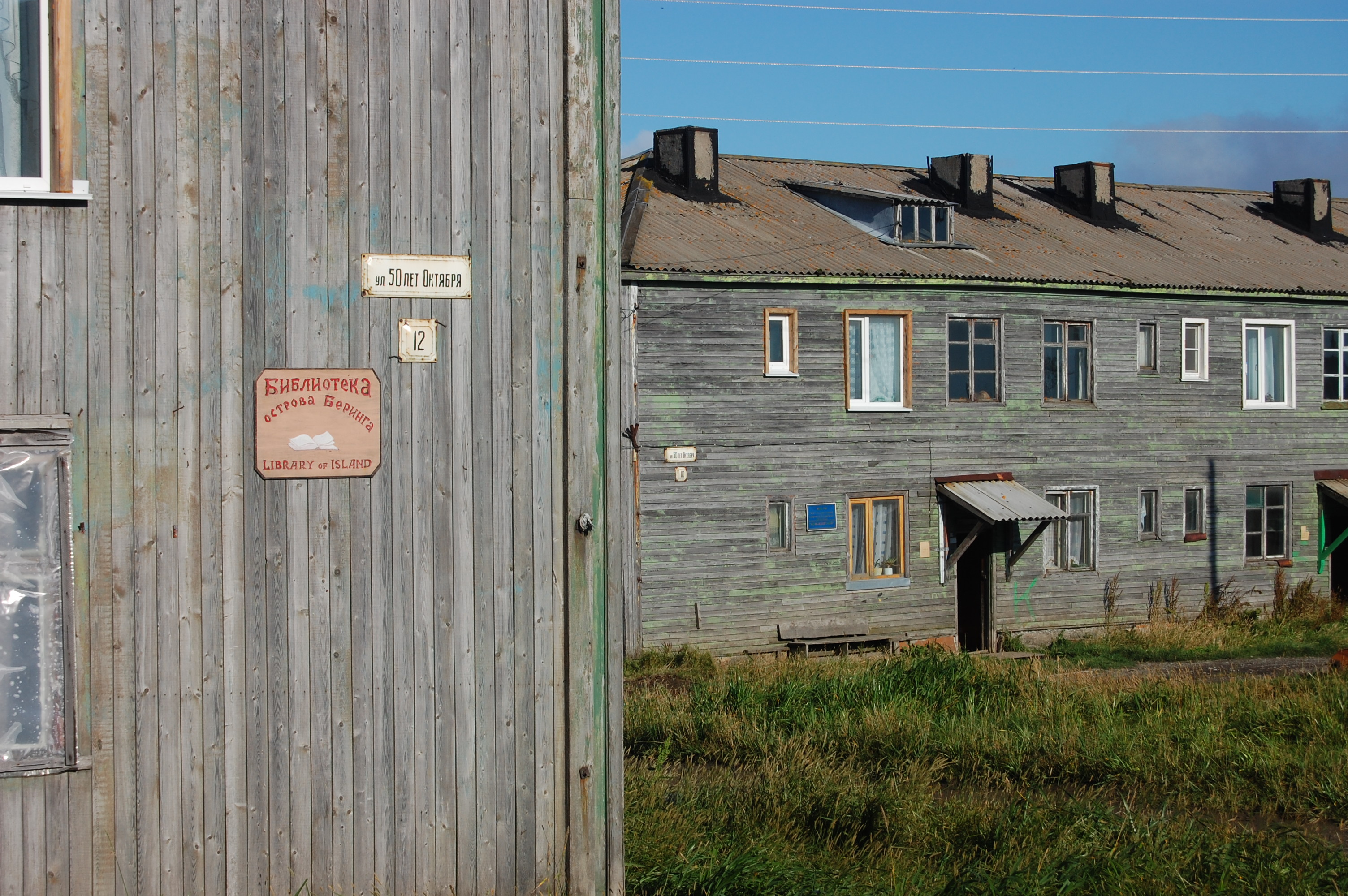
Místní knihovna

V obci je střední škola, mateřská škola a nemocnice.
Osada je napájena elektřinou z místní dieselové elektrárny, od roku 2013 ji také zásobují větrné elektrárny o celkové kapacitě 550 kW.

### Doprava
Osada Nikolskoje je obsluhována z regionálního Letiště Nikolskoje, které se nachází 4 km od vesnice. Z letiště jsou pravidelné letecké linky do Petropavlovsku Kamčatského a Usť Kamčatsku.
Nákladní a osobní námořní doprava do přístavu Petropavlovsk-Kamčatskij, který je vzdálen 775 km, probíhá celoročně. Na jaře 2024 byla zahájen výstavba a rekonstrukce nákladních a osobních kotvišť v přístavišti, která měla být dokončena do konce roku 2024, ale z důvodu potíží při výstavbě se stavba protáhne do roku 2025.

## Kultura
11. června 1965 bylo v obci založeno Aleutské muzeum místní historie.

### Náboženství
Roku 1799 byl v osadě Rusko-americkou společností postaven první kostel, zasvěcený Svatému Mikulášovi a Ivanovi Kulchitsky, prvnímu pravoslavnému biskupovi působícímu ve východní Sibiři. Další byl otevřen v 90. letech 19. století; po Říjnové revoluci byl uzavřen a následovně sloužil jako místní klub a poté jako ubytovna. Vyhořel roku 1983.
17. září 2010 osadu navštívil patriarcha moskevský a veškeré Rusi Kirill a posvětil základ budoucího kostela. V létě 2012 byl dostavěn kostel sv. Mikuláše Zázračného. Jedná se o jediný kostel na ostrově a nejvýchodnější ruský kostel.

## Galerie

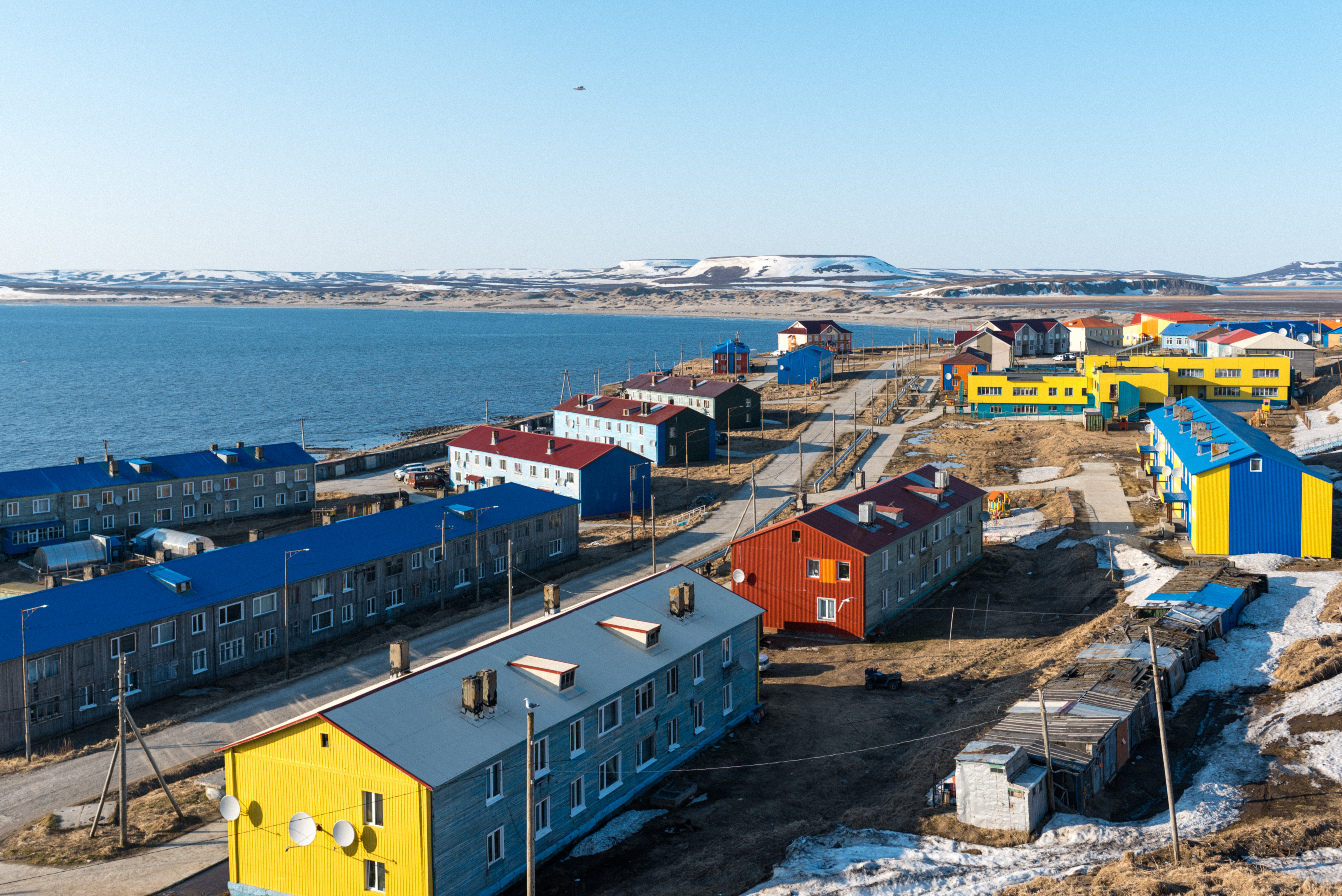
Hlavní ulice
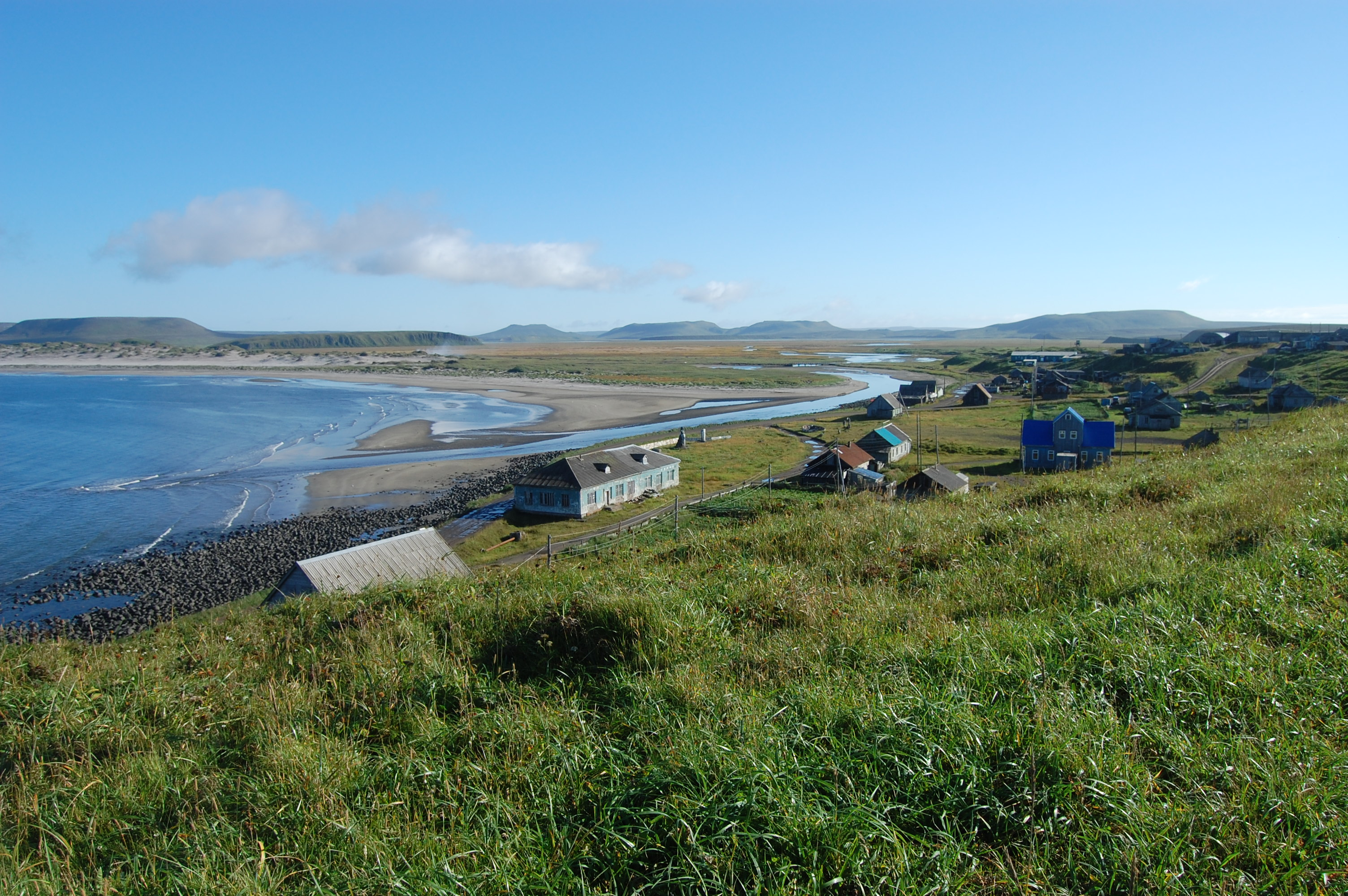
Nikolskoje, pohled od severu
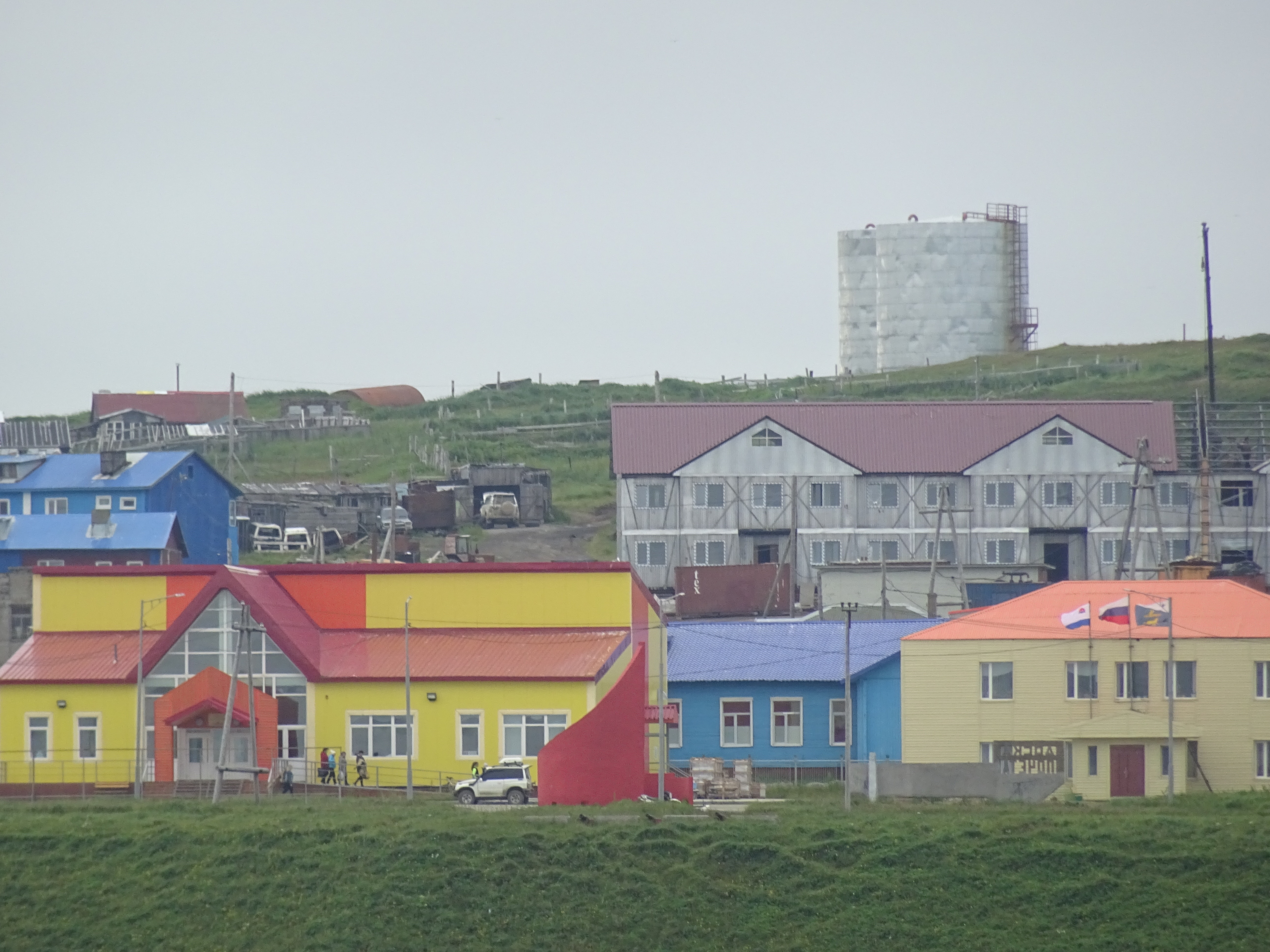
Nikolskoje (2015)
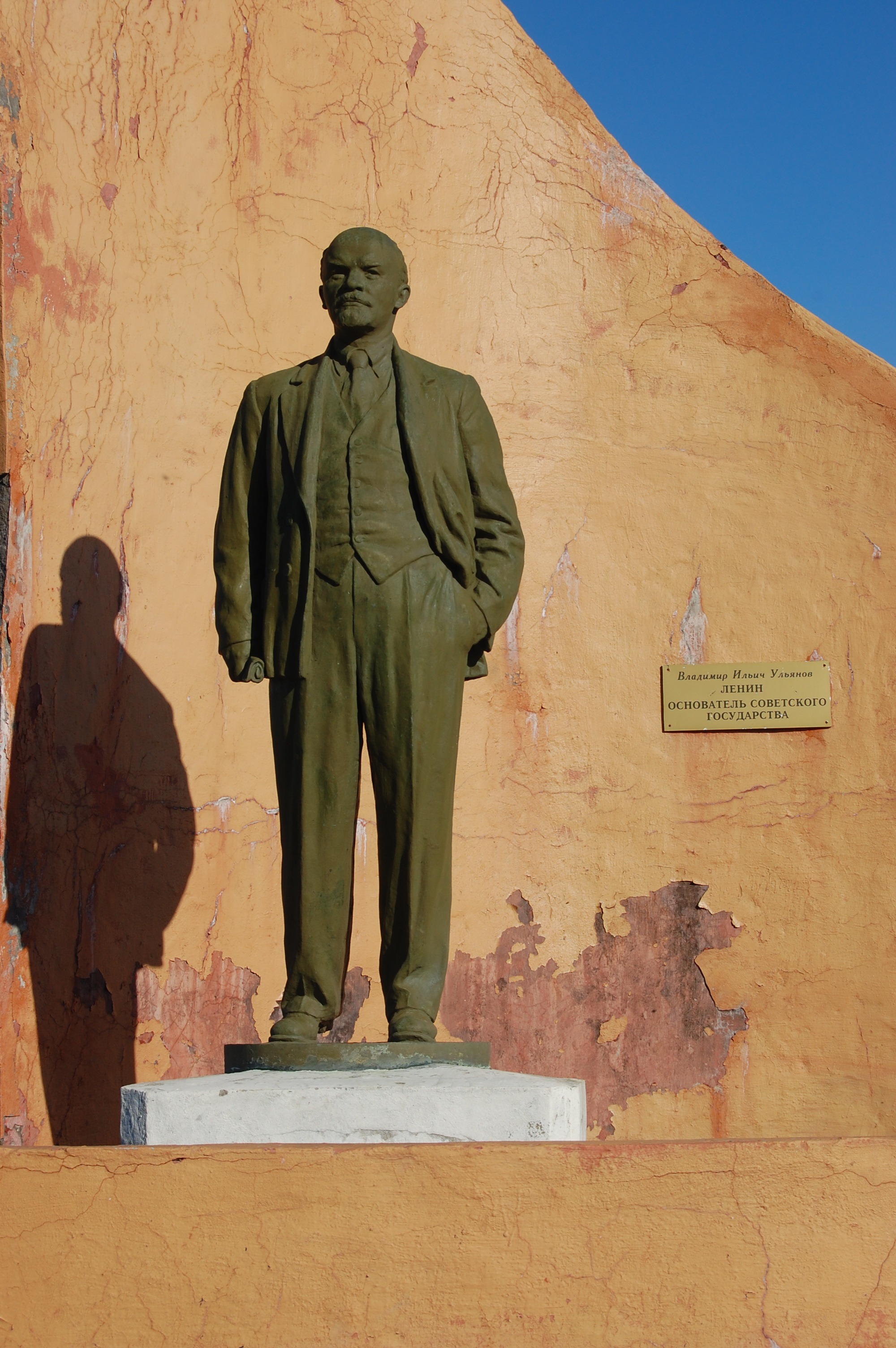
Leninova socha v Nikolskoje
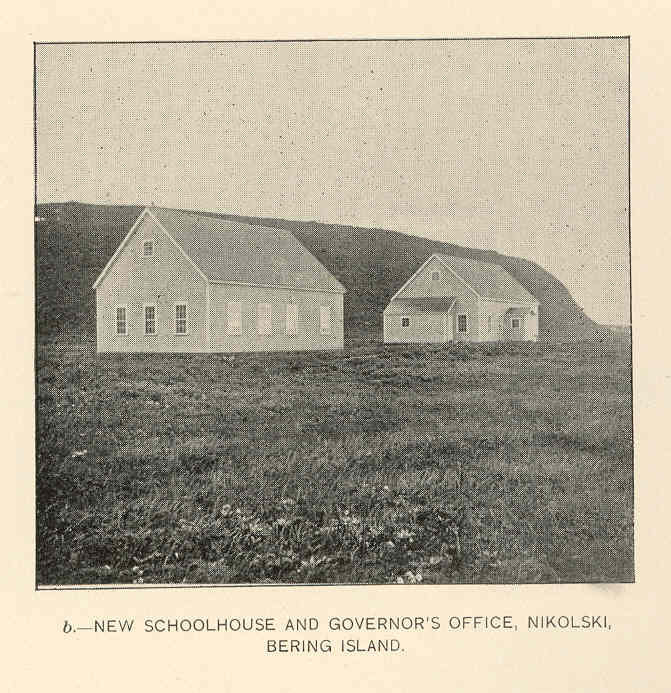
Škola a guvernérův dům (1897)
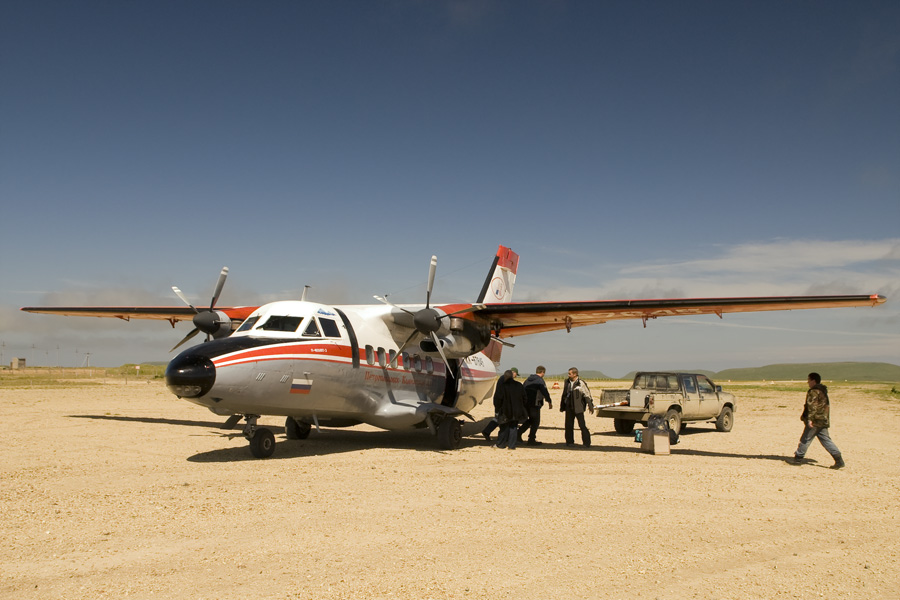
Letiště v Nikolskoje (2007)